# Natal'ja Miškutënok
Natal'ja Evgen'evna Miškutënok (in russo Наталья Евгеньевна Мишкутёнок?; Minsk, 14 luglio 1970) è un'ex pattinatrice artistica su ghiaccio sovietica, dal 1991 russa, specializzata nel pattinaggio artistico su ghiaccio a coppie.

## Palmarès
Coppie con Artur Dmitriev
| Internazionali            | Internazionali | Internazionali | Internazionali | Internazionali | Internazionali | Internazionali |
| Evento                    | 1987–88        | 1988–89        | 1989–90        | 1990–91        | 1991–92        | 1993–94        |
| ------------------------- | -------------- | -------------- | -------------- | -------------- | -------------- | -------------- |
| Giochi olimpici invernali |                |                |                |                | 1°             | 2°             |
| Campionati mondiali       |                |                | 3°             | 1°             | 1°             |                |
| Campionati europei        | 4°             | 3°             | 3°             | 1°             | 1°             | 3°             |
| Internationaux de Paris   |                |                |                |                | 1°             | 1°             |
| Nations Cup               |                |                |                | 1°             |                |                |
| NHK Trophy                |                |                |                | 3°             |                |                |
| Skate America             |                | 1°             | 1°             |                |                |                |
| Goodwill Games            |                |                | 2°             |                |                | 1°             |
| Prize of Moscow News      | 4°             | 1°             |                |                |                |                |
| Piruetten                 |                |                |                |                |                | 1°             |
| Universiadi               |                | 1°             |                |                |                |                |
| Nazionali                 |                |                |                |                |                |                |
| Campionati russi          |                |                |                |                |                | 2°             |
| Campionati sovietici      | 2°             | 2°             | 2°             | 2°             |                |                |

Competizioni professionistiche
| Evento                             | 1992–93 |
| ---------------------------------- | ------- |
| Campionati mondiali protessionisti | 3°      |
| World Challenge of Champions       | 3°      |
| US Open Professionisti             | 1°      |